# Vendredi sanguinaire
Pour plus de détails, voir Fiche technique et Distribution.
Vendredi sanguinaire (Blutiger Freitag) est un poliziottesco italo-ouest-allemand réalisé par Rolf Olsen et sorti en 1972.

## Synopsis
Le jeune criminel Heinz Klett est libéré de prison par deux complices. Avec l'Italien Luigi, son amie Heidi et le frère de celle-ci, Christian, ils planifient un braquage de la Deutsche Finanzbank à Munich. Alors que le casse ne se passe pas comme prévu du fait d'une attaque brutale d'un marchand d'armes américain, les trois complices prennent des otages dans la banque. Il y a parmi les otages la fille d'un riche financier et ils exigent une rançon de quatre millions de marks. Afin d'éviter d'autres victimes après la mort d'une femme par crise cardiaque et la blessure d'un homme par Heinz, la police met à leur disposition une voiture avec laquelle ils s'enfuient avec trois otages. Ils rejoignent Heidi. Pendant la fuite, il y a d'autres victimes, d'après la version qu'en donne un policier ; mais Luigi est lui aussi grièvement blessé par un chien. Heinz et Heidi parviennent à se réfugier dans un blockhaus, mais ils y sont retrouvés et abattus.

## Fiche technique
- Titre français : Vendredi sanguinaire ou Tueurs professionnels ou SOS Police[1]
- Titre original allemand  : Blutiger Freitag ou Freies Geleit oder die Geiseln sterben[2]
- Titre italien : Violenza contro violenza ou La strage di Monaco ou Venerdi di sangue[3]
- Réalisateur : Rolf Olsen
- Scénario : Rolf Olsen, Valeria Bonamano, Fernando Di Leo[4]
- Photographie : Franz Xaver Lederle (de)
- Montage : Eva Zeyn, Amedeo Giomini
- Musique : Francesco De Masi
- Décors : Peter Eichler, Lothar Kuba
- Costumes : Hans Amann
- Production : Walter Traut, Ilse Kubaschewski, Karl Spiehs, Günther Eulau, Armando Novelli
- Société de production : Lisa Film, Divina Film, Cineproduzioni Daunia 70
- Pays de production :  Allemagne de l'Ouest -  Italie
- Langue originale : allemand
- Format : Couleur par Eastmancolor - 1,66:1 - Son mono - 35 mm
- Durée : 94 minutes
- Genre : Poliziottesco
- Dates de sortie :
  - Allemagne de l'Ouest : 28 avril 1972
  - Italie : 6 février 1973
  - France : 11 décembre 1974

## Distribution
- Raimund Harmstorf : Heinz Klett
- Amadeus August : Christian Hofbauer
- Christine Böhm : Heidi Hofbauer
- Gianni Macchia : Luigi Belloni
- Ernst H. Hilbich : Ernst Pylobar
- Walter Buschhoff : Walter Lotzmann
- Renate Roland
- Daniela Giordano : Dagmar Neuss
- E. O. Fuhrmann
- Horst Naumann : Dr. Mayer-Lippe
- Ursula Erber : Irmgard Zukunft
- Totò Mignone : Stevo
- Gila von Weitershausen : Marie Lotzmann

## Production
Le film reprend le débat contemporain sur les braquages de banques et l'associe à d'autres éléments de la réalité des années de plomb : on y trouve des allusions à l'histoire des débuts de la Fraction armée rouge, ainsi que le procédé stylistique de la mise en scène de l'interrogation des passants.
Le film a été tourné à Munich et dans ses environs. Le lieu de tournage de la Deutsche Finanzbank était le 47 de la Josef-Retzer-Straße à Pasing. Des prises de vue dans les environs ont été réalisées entre autres à Schäftlarn et Aumühle (Egling).
En mai 2017, une version du film plus longue de cinq minutes par rapport à la version cinéma est sortie en DVD et Blu-ray en Allemagne.